# Anthopleura insignis
Anthopleura insignis är en havsanemonart som beskrevs av Oscar Henrik Carlgren 1940. Anthopleura insignis ingår i släktet Anthopleura och familjen Actiniidae. Inga underarter finns listade i Catalogue of Life.